# Liste der Schienenverkehrsstrecken in Sizilien
Nachfolgend sind alle Schienenverkehrsstrecken in Sizilien aufgelistet. Die Listen umfassen alle Strecken, die in Sizilien im Schienenverkehr betrieben wurden oder werden.

## Eisenbahnen in Normalspur
| Strecke                                 | Spur- weite mm | Glei- se | Länge km | Antrieb durch | von     | bis  | Betrieb durch | Bemerkung    |
| --------------------------------------- | -------------- | -------- | -------- | ------------- | ------- | ---- | ------------- | ------------ |
| Alcamo Diramazione–Trapani              | 1435           | 1        | 47,2     |               | 1937    | ib   | FS            |              |
| Caltanissetta Xirbi–Lercara Diramazione | 1435           | 1        |          | 3000 V =      | 1881–85 | ib   | FS            |              |
| Canicattì–Syrakus                       | 1435           | 1        | 151,3    | Dampf, Diesel | 1836–93 | ib   | FS            |              |
| Catania–Aragona Caldare                 | 1435           | 1        | 179,7    | 3000 V =      | 1870–80 | ib   | FS            |              |
| Fiumetorto–Patti-S.Piero Patti          | 1435           | 1        | 119,2    | 3000 V =      | 1889–92 | ib   | FS            |              |
| Patti-S.Piero Patti–Messina             | 1435           | 2        | 61,4     | 3000 V =      | 1887–95 | ib   | FS            |              |
| Caltagirone–Gela                        | 1435           | 1        | 45,2     | Diesel        | 1979    | ib   | FS            |              |
| Lentini Diramazione–Caltagirone         | 1435           | 1        | 66,2     | Diesel        | 1889–92 | ib   | FS            |              |
| Messina–Giampilieri                     | 1435           | 2        | 15,4     | 3000 V =      | 1866    | ib   | FS            |              |
| Giampilieri–Fiumefreddo                 | 1435           | 1        | 41,4     | 3000 V =      | 1866–67 | ib   | FS            |              |
| Fiumefreddo–Catania Ognina              | 1435           | 2        | 34,3     | 3000 V =      | 1867    | ib   | FS            |              |
| Catania Ognina–Catania Acquicella       | 1435           | 1        | 6,6      | 3000 V =      | 1867/69 | ib   | FS            |              |
| Catania Acquicella–Bicocca              | 1435           | 2        | 4,4      | 3000 V =      | 1869    | ib   | FS            |              |
| Bicocca–Targia                          | 1435           | 1        | 68,8     | 3000 V =      | 1869–71 | ib   | FS            |              |
| Targia–Syrakus                          | 1435           | 2        | 6,6      | 3000 V =      | 1871    | ib   | FS            |              |
| Palermo–Fiumetorto                      | 1435           | 2        | 100,5    | 3000 V =      | 1863–66 | ib   | FS            |              |
| Fiumetorto–Agrigento/Porto Empedocle    | 1435           | 1        | 43,2     | 3000 V =      | 1866–76 | ib   | FS            |              |
| Palermo Centrale–Piraineto              | 1435           | 2        | 26,8     | 3000 V =      | 1880    | ib   | FS            |              |
| Piraineto–Punta Raisi                   | 1435           | 2        | 4,0      | 3000 V =      | 2001    | ib   | FS            |              |
| Piraineto–Cinisi-Terrasini              | 1435           | 1        | 6,3      | 3000 V =      | 1880    | ib   | FS            |              |
| Cinisi-Terrasini–Trapani                | 1435           | 1        | 156,3    | Diesel        | 1880–81 | ib   | FS            |              |
| Palermo Lolli–Giachery                  | 1435           | 1        | 4,6      | 3000 V =      | 1956    | ib   | FS            |              |
| Giachery–Palermo Marittima              | 1435           | 1        | 0,9      | Diesel        | 1956    | ib   | FS            | Güterverkehr |
| Alcantara–Randazzo                      | 1435           | 1        | 37,0     | Dampf         | 1959    | 2002 | FS            |              |
| Motta Sant’Anastasia–Paternò            | 1435           | 1        | 14,6     | Dampf, Diesel | 1934    | 2014 | FS            | Güterverkehr |
| Paternò–Regalbuto                       | 1435           | 1        | 38,1     | Dampf, Diesel | 1934–52 | 2014 | FS            | abgebaut     |
| Noto–Pachino                            | 1435           | 1        | 27,1     | Dampf, Diesel | 1935    | 1985 | FS            |              |

## Eisenbahnen in Schmalspur
| Strecke                        | Spur- weite mm | Glei- se | Länge km | Antrieb durch | von       | bis     | Betrieb durch | Bemerkung                                                |
| ------------------------------ | -------------- | -------- | -------- | ------------- | --------- | ------- | ------------- | -------------------------------------------------------- |
| Catania Porto–Catania Borgo    | 950            | 1        | 3,8      |               | 1895–98   | ib      | FCE           | seit 1999 Teil der U-Bahn Catania                        |
| Catania Borgo–Riposto          | 950            | 1        | 109,7    | Dampf, Diesel | 1895–98   | ib      | FCE           |                                                          |
| Agrigento–Licata               | 950            | 1        | 60,9     | Dampf         | 1911–21   | 1958    | FS            | 4 Zahnradabschnitte                                      |
| Canicattì–Margonia             | 950            | 1        | 12,5     | Dampf         | 1911      | 1958    | FS            |                                                          |
| Castelvetrano–San Carlo–Burgio | 950            | 1        | 80,1     | Dampf, Diesel | 1910      | 1959–72 | FS            |                                                          |
| Castelvetrano–Porto Empedocle  | 950            | 1        | 123,1    | Dampf, Diesel | 1910–23   | 1978–86 | FS            |                                                          |
| Dittaino–Caltagirone           | 950            | 1        | 71,2     | Dampf, Diesel | 1912–30   | 1969–71 | FS            | Zahnradabschnitt                                         |
| Dittaino–Leonforte             | 950            | 1        | 14,7     | Dampf         | 1918–23   | 1959    | FS            | Zahnradabschnitt                                         |
| Filaga–Palazzo Adriano         | 950            | 1        | 13,8     | Dampf         | 1918–20   | 1959    | FS            | Zahnradabschnitt                                         |
| Giarratana–Vizzini             | 950            | 1        | 27,4     |               | ?         | ?       | SAFS          |                                                          |
| Lercara–Magazzolo              | 950            | 1        | 66,9     | Dampf         | 1912–24   | 1959    | FS            | Zahnradabschnitt                                         |
| Palermo–San Carlo              | 950            | 1        | 105,6    | Dampf, Diesel | 1886–1903 | 1954–59 | FS            |                                                          |
| Santa Ninfa–Salemi             | 950            | 1        | 9,5      | Dampf         | 1935      | 1954    | FS            | erster Teil der unvollendeten Bahnstrecke Salemi–Kaggera |
| Syrakus–Ragusa                 | 950            | 1        | 96,5     | Dampf, Diesel | 1915–22   | 1956    | SAFS          |                                                          |

## Unvollendete Eisenbahnstrecken
| Strecke            | Spur- weite mm | Glei- se | Länge km | Antrieb durch | von | bis | Betrieb durch | Bemerkung   |
| ------------------ | -------------- | -------- | -------- | ------------- | --- | --- | ------------- | ----------- |
| Palermo–Salaparuta | 950            | 1        | 85,3     |               |     |     |               | unvollendet |
| Salemi–Kaggera     | 950            | 1        | 26,3     |               |     |     |               | unvollendet |

## Überlandstraßenbahnen
| Strecke                           | Spur- weite mm | Glei- se | Länge km | Antrieb durch | von  | bis     | Betrieb durch |
| --------------------------------- | -------------- | -------- | -------- | ------------- | ---- | ------- | ------------- |
| Messina–Torre Faro                | 950            | 1        | ~ 17,5   | 660 V =       | 1890 | 1948    | SATS          |
| Torre Faro–Barcellona-Castroreale | 950            | 1        | ~ 41,0   | Dampf         | 1890 | 1928–32 | SATS          |
| Messina–Giampillieri              | 950            | 1        | ~ 20,0   | 600 V =       | 1892 | 1951    | SATS          |
| Catania–Acireale                  | 1000           | 1        | ~ 14,0   | 600 V =       | 1915 | 1934    | SG            |

## U-Bahnen
| Strecke                  | Spur- weite mm | Länge km | Antrieb durch      | von  | bis | Betrieb durch |
| ------------------------ | -------------- | -------- | ------------------ | ---- | --- | ------------- |
| Metropolitana di Catania | 1435           | 8,8      | 3000 V Oberleitung | 1899 | ib  | FCE           |

## Straßenbahnen
| Strecke             | Spur- weite mm | Antrieb durch   | von       | bis     | Betrieb durch |
| ------------------- | -------------- | --------------- | --------- | ------- | ------------- |
| Straßenbahn Catania | 1000           | 600 V =         | 1905      | 1951    | SCAT          |
| Straßenbahn Messina | 950 1435       | 600 V = 750 V = | 1892 2003 | 1951 ib | SATS ATM      |
| Straßenbahn Palermo | 1000 1435      | 600 V = 750 V = | 1874 2015 | 1947 ib | SATS AMAT     |
| Straßenbahn Trapani | 1000           | 500 V =         | 1919      | 1952    | SATS          |

## Standseilbahnen
| Strecke                                   | Spur- weite mm | Länge km | Antrieb durch | von  | bis  | Betrieb durch |
| ----------------------------------------- | -------------- | -------- | ------------- | ---- | ---- | ------------- |
| Standseilbahn Palermo La Rocca – Monreale | 1000           | 1,1      | 600 V =       | 1900 | 1945 | SATS          |

## Seilbahnen
| Strecke                                      | Länge km | Antrieb durch | von  | bis | Betrieb durch            | Bemerkung         |
| -------------------------------------------- | -------- | ------------- | ---- | --- | ------------------------ | ----------------- |
| Catania Rifugio Sapienza Sud – La Montagnola | 2,0      | ?             | 1966 | ib  | Funivia dell’Etna S.p.A. | Funivia dell’Etna |
| Taormina Altstadt – Mazzaro                  | 0,7      | ?             | ?    | ib  | ?                        |                   |
| Trapani Borgo Annunziata – Monte Erice       | ?        | ?             | ?    | ib  | ?                        |                   |